# Diplobatis guamachensis
Diplobatis guamachensis is een vissensoort uit de familie van de schijfroggen (Narcinidae). De wetenschappelijke naam van de soort is voor het eerst geldig gepubliceerd in 1957 door Martín Salazar.